# Prințul Egiptului
Prințul Egiptului (titlu original: The Prince of Egypt) este un film american de animație din 1998 regizat de Simon Wells,  Brenda Chapman și Steve Hickner. Rolurile principale au fost interpretate de actorii Val Kilmer ca Moise și Dumnezeu (voci) și Ralph Fiennes ca Ramses. Este primul film de animație tradițional produs și distribuit de către DreamWorks Pictures.
Filmul este o adaptare a Cărții Exodului și prezintă viața lui Moise de la a fi un prinț al Egipt până când își împlinește destinul său final de a-i scoate pe  copiii lui Israel din robia Egiptului.  Cântecele din film sunt scrise de  Stephen Schwartz si muzica este compusă din Hans Zimmer. În rolurile principale de voce au fost distribuite numeroase vedete de la Hollywood, în timp ce cântăreți profesioniști i-au înlocuit la interpretarea cântecelor, cu excepția lui Ralph Fiennes, Steve Martin, Martin Short, Michelle Pfeiffer și Ofra Haza (care a cântat și cântecul personajului ei, "Deliver Us", în alte șaptesprezece limbi în care a fost dublat filmul), care au interpretat și cântecele personajelor lor.

## Prezentare
În floarea Egiptului Antic, poporul evreu este ținut sub aspră sclavie de către faraonul Seti I. Acesta ordonă omorârea în masă a pruncilor evrei, temându-se că sporul pozitiv al populației de sclavi va duce la revolte. Iochebed, o mamă evreică, fuge de gărzile ucigașe împreună cu copiii săi (Aaron, Miriam și Moise), adăpostindu-se la malul fluviului Nil. Aici, femeia își lasă mezinul căutat în apele învolburate, alinându-l cu un ultim cântec de leagăn. Coșul în care se află bebelușul călătorește printre hipopotami și corăbii până ajunge la palatul regal, unde este observat de regina Tuya. Soția faraonului este văzută de Miriam cum ia bebelușul în brațe, hotărându-se să-l adopte în doar câteva clipe.
Moise și copilul cuplului conducător, Ramses II, cresc împreună printre bogățiile palatului. Comportamentul lor rebel îi bagă numai în probleme, cei doi fiind mustrați de faraon după ce distrug un templu. Mai târziu în acea zi, prinții participă la un banchet unde Ramses îl numește pe Moise arhitect regal principal. La petrecerea dată este adusă ca tribut și o tânără țărancă din Midian, numită Țipora. Ramses poruncește să fie dusă în camera lui Moise. Fata fuge însă pe o cămilă, fiind lăsată să scape de către prinț. Moise o urmărește până la o fântână din satul sclavilor, unde îi întâlnește accidental pe Miriam și Aaron. Miriam îi spune lui Moise despre misiunea sa de a salva evreii, acesta reacționând, ca răspuns, foarte rece și confuz. În seara aceea, Moise descoperă hieroglifele ce ilustrau genocidul cauzat de faraon, el realizându-și atunci originea.
Ziua următoare, Moise încearcă să oprească un egiptean din a biciui un sclav evreu bătrân împingându-l și, fără intenție, omorându-l. Rușinat și oripilat de fapta sa, Moise fuge în exil. Ajunge la o oază unde salvează trei fete de niște tâlhari. Surorile îl duc apoi la ele acasă, Moise descoperind că este musafir în familia țărăncii din Midian, Țipora. Tatăl Țiporei, preotul Ietro, îl primește cu urale pe Moise și celebrează cu dans venirea sa în deșert. Moise devine cioban la oile lui Ietro și încet, se îndrăgostește de Țipora. Cei doi urmează să se căsătorească.
Într-o zi, una din oi se îndepărtează de turma lui Moise, acesta urmând-o printre rocile înalte. În mijlocul cavoului, Moise vede un tufiș arzător. Moise aude pentru prima oară vocea lui Dumnezeu, care îl sfătuiește să se întoarcă în Egipt să elibereze poporul evreu. La început speriat, Moise îi povestește Țiporei miraculoasa întâmplare și se hotărăște să se întoarcă la palat.
În Egipt, Moise și Țipora sunt primiți de Ramses, devenit între timp faraon. Moise cere să îi lase pe sclavii evrei să plece, dar Ramses refuză și îi invită pe Hotep și Huy să facă un spectacol ca să-l înfioare pe Moise. Mai târziu, Moise îl avertizează din nou pe fratele său adoptiv să renunțe la poporul ales și transformă cu toiagul apa Nilului, prefăcând-o în sânge. Astfel, încep cele zece plăgi ale Egiptului. Blestemul aspura egiptenilor se încheie cu moartea fiului lui Ramses. Faraonul îndurerat renunță atunci la mânie și dă voie poporului evreu să plece. 
Moise, Aaron, Miriam și Țipora conduc mulțimile de oameni către Marea Roșie. La mal, evreii văd neputincioși cum Ramses și armata egipteană îi urmăresc, dorind să-i atace. Prin puterea lui Dumnezeu, sunt reținuți de flăcări venite din cer, iar Moise, folosindu-și toiagul, desparte apele mării pentru a fi traversată. Poporul ales parcurge adâncul uscat și este salvat odată cu ajungerea pe celălalt mal. Faraon și armata sa pătrund printre apele mării, dar sunt năpăstuiți de valuri. Moise îi conduce pe evrei pe muntele Sinai, unde primește cele zece porunci.

## Distribuție
- Val Kilmer - Moise, un evreu care a fost adoptat de către faraonul Seti.
  - Val Kilmer interpretează (nemenționat) și vocea lui Dumnezeu
  - Amick Byram interpretează pe Moise atunci când acesta cântă
- Ralph Fiennes ca Ramses, fratele adoptiv al lui Moise și posibilul succesorul al tatălui său, Seti.
- Michelle Pfeiffer ca Țipora, cea mai mare fiică a lui Ietro și soția lui Moise.
- Sandra Bullock ca Miriam, sora biologică a lui Aaron și a lui Moise.
  - Sally Dworsky interpretează pe Miriam atunci când aceasta cântă
  - Eden Riegel ca tânăra Miriam (atât voce cât și cântec)
- Jeff Goldblum ca Aaron, fratele biologic al lui Moise și Miriam.
- Patrick Stewart ca faraonul Seti, tatăl lui Rameses, tatăl adoptiv al lui Moise.
- Danny Glover ca Ietro, tatăl Ziporei, mare preot în Midian.
  - Brian Stokes Mitchell ca Ietro (atunci când acesta cântă).
- Helen Mirren ca regina Tuya, consoarta lui Seti, mama lui Ramses și mama adoptivă a lui Moise.
  - Linda Dee Shayne ca Tuya (atunci când aceasta cântă).
- Steve Martin ca Hotep, unul din marele preoți ce servește pe post de consilier al lui Seti și mai târziu al lui Ramses.
- Martin Short ca  Huy, mare preot adept al lui Hotep.
- Ofra Haza ca Iochebed, mama lui Moise, a lui Aaron și a lui Miriam.

## Coloană sonoră

#### Numere muzicale
1. "Deliver Us" – Iochebed, Miriam și Corul
2. "All I Ever Wanted" – Moise
3. "River Lullaby" - Miriam
4. "All I Ever Wanted (Queen's Reprise)" – Regina Tuya
5. "Through Heaven's Eyes" – Ietro
6. "Playing with the Big Boys" – Hotep și Huy
7. "The Plagues" – Moise, Ramses și Corul
8. "When You Believe" – Miriam, Sefora și Corul

## Lansare și primire
The Prince of Egypt a avut premiera la Royce Hall (UCLA) la 16 decembrie 1998, iar lansarea generală a avut loc două zile mai târziu.

## Vezi și
- Listă de filme despre Egiptul antic
- Listă de filme bazate pe Biblie